# Teatro Noël Coward

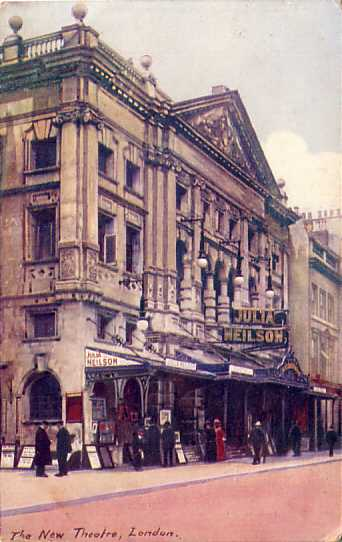
New Theatre, postal, hacia 1905

El Noël Coward Theatre, antiguamente conocido como Albery Theatre, es un teatro del West End londinense situado en St. Martin's Lane en la Ciudad de Westminster. Fue abierto el 12 de marzo de 1903 bajo el nombre de New Theatre auspiciado por el actor Sir Charles Wyndham . El edificio fue diseñado por el arquitecto W. G. R. Sprague con el exterior en estilo clasicista y el interior en Rococó.
En 1973 fue renombrado Albery Theatre en honor a Sir Bronson Albery quien había actuado como director de la sala durante muchos años. Desde septiembre de 2005, el teatro es propiedad de la empresa Delfont-Mackintosh Ltd. que en 2006 realizó una importante remodelación del edificio. Tras ello fue renombrado Noël Coward Theatre y reabierto para el estreno en Londres de Avenue Q el 1 de junio de 2006. Noël Coward, fue uno de los mejores dramaturgos y actores británicos. En 1920 actuó en el New Theatre en una de sus obras, I'll Leave It To You.
Tiene capacidad para 872 espectadores y está declarado Monumento Clasificado en grado II.

## Historia
Tras abrir sus puertas en 1903 con la producción Rosemary protagonizada por Charles Wyndham y su esposa, Mary Moore, la sala acogió un buen número de producciones teatrales. I'll Leave it to You, en 1920, supuso el debut en el West End de Noël Coward. George Bernard Shaw estrenó en Londres Santa Juana, protagonizada por una aclamada Sybil Thorndike en 1924.
En la década de 1930 John Gielgud presentó el mayor éxito de su carrera, Richard of Bordeaux (1933). Posteriormente Gielgud continuó en el teatro presentando una aclamada versión de Hamlet protagonizada por él mismo junto a un elenco que incluía a Jessica Tandy, Jack Hawkins y a un joven Alec Guinness en uno de sus primeros papeles. Gielgud también estrenó en el New Theatre una versión de Romeo y Julieta con Laurence Olivier, Peggy Ashcroft y Edith Evans. Con los Blitz de la Segunda Guerra Mundial, llegó la destrucción de algunos de los teatros más importantes de la capital británica, como el Old Vic y Sadler's Wells. Las compañías que operaban en ambos teatros, utilizaron el New Theatre como sede antes de que sus teatros fueran reconstruidos en los años 50. El 30 de junio de 1960, el New Theatre acogió el estreno de uno de sus mayores éxitos, Oliver!, de Lionel Bart, que llegó a las 2.618 representaciones.
Una producción de la Royal Shakespeare Company, el London Assurance  de Dion Boucicault, dirigido por Ronald Eyre, con Donald Sinden, Roger Rees, Judi Dench y Dinsdale Landen, fue representada en el New Theatre durante un año antes de su marcha a Nueva York en 1974.
En 1981, Children of a Lesser God ganó los Premios Laurence Olivier al mejor estreno y a los actores Trevor Eve y Elizabeth Quinn. En 1994 fue presentado el revival de la obra de Turgenev, Un mes en el campo protagonizada por Helen Mirren y John Hurt.
En los 2000 el teatro acogió numerosas representaciones de obras de Shakespeare incluida una versión india de Noche de Reyes, con un elenco compuesto exclusivamente por actores asiáticos. Entre los años 2004 y 2005 la Royal Shakespeare Company presentó Hamlet, Romeo & Juliet, Macbeth, King Lear y una nueva versión del Hecuba de Eurípides protagonizada por Vanessa Redgrave.
El 8 de junio de 2005 se estrenó una versión del melodrama victoriano The Shaughraun de Dion Boucicault que había cosechado un gran éxito en el Gate Theatre de Dublin, sin embargo su representación ni alcanzó las expectativas y la obra fue cancelada en el mes de julio. Durante varios meses, el teatro estuvo cerrado mientras se hacía la transferencia a los nuevos dueños del local, la compañía Delfont Mackintosh Limited. Finalmente fue reabierto en octubre de 2005 con la producción Ducktastic!. Sin embargo, una vez más, la obra no alcanzó el éxito deseado y fue cancelada tan solo tres semanas después de su estreno. Entre el 6 y el 31 de diciembre de 2005 se representó una versión de Patrick Stewart del clásico de Charles Dickens, A Christmas Carol, después, el teatro presentó Blackbird, protagonozada por Roger Allam. El 2 de junio de 2006 se presentó la premier europea del éxito de Broadway, Avenue Q. Las representaciones comenzaron el 28 de junio de 2006 y estuvieron en cartel hasta el 28 de marzo de 2009, tras lo que fueron transferidas al Gielgud Theatre.
Tras acoger la representación de Deathtrap, dirigida por Matthew Warchus y protagonizada por Simon Russell Beale y Jonathan Groff, el teatro se convirtió en sede de l musical Million Dollar Quartet en febrero de 2011.